# Заброди (Ковельський район)
Забро́ди (Забріддя, пол. Zabrodzy) — село в Україні, центр Забродівської сільської громади Ковельського району Волинської області, розташоване на правому березі однієї із приток Прип'яті — річки Вижівки.  Населення становить 853 осіб.

## Етимологія
Щодо походження назви села існують різні точки зору. Відомий вчений-ойконіміст В. Шульгач тлумачив її як похідну від антропоніма (власної назви людини) Заброда з присвійним суфіксом -ин (в документації 1565 р. Zabrodzyn). За іншою точкою зору, заснування і назва села Заброди пов'язані з ратнівськими поселенцями, які отримували за бродами земельні наділи від своїх правителів. Вони і назвали місцевість «за бродом», а згодом — Забріддя, Заброди. У роботі «Волинь в описі міст, містечок і селищ в церковно-історичному, географічному, етнографічному, археологічному і інших відношеннях» дослідник історії Волині М. Теодорович зазначав, що спочатку село Заброди називалося Костине — від імені першого поселенця Костянтина, який мав титул королівського «панцирного бояра». Панцирні бояри — групи феодально залежних людей, які несли військову службу у Великому князівстві Литовському і жили у великокняжих володіннях. Проте назва Костине не прижилася.
Перша писемна згадка про село Заброди міститься у люстрації Ратенського староства 1565 р. У документі вказано, що Костянові люди, так названі від землі, яка при селі Забродин (Zabrodzyn), платять в рік чиншу три золотих і грошей шість. Ці ж люди платять і за великодні яйця шість грошей. У селі є службове дворище, з якого не дають ніякого чиншу, тільки конем служать, коли скажуть, або йдуть на «оступ» (osłup), також коли скажуть, тобто беруть участь у загінному полюванні.

## Історія
Заселення території поблизу села Заброди розпочалося ще в епоху мезоліту. Пізніше археологи фіксують тут сліди поселення тшинецько-комарівської культури, пам'ятки ХІ−ХІІІ ст.
Перша церква у селі Заброди була збудована в 1600 р. Проіснувавши 50 років, вона згоріла, а на її місці за кошти прихожан і ратенського воєводи Сосновського в 1650 р. побудували новий храм. Проте у 1669 р. знову відбулася величезна пожежа, яка знищила майже все село і відновлену церкву. Після пожежі храм відбудували, в 1809 р. розширили, а у 1839 р. поставили на кам'яний фундамент. У 1873 р. була збудована нова дзвіниця. Наприкінці ХІХ ст. до парафії у селі Заброди належало 242 двори (1876 парафіян). Церковний причт складався із священика, псаломщика та проскурниці. Із 1873 р. функціонувало народне міністерське училище.
Під час франко-російської війни 1812 р. неподалік від Забродів спостерігалося активне переміщення військових формувань. 9 липня 1812 р. поблизу села по дорозі із Ратного на Брест проходив корпус російських військ князя А. Щербатова. Після відступу росіян з-під Городечни 7 серпня 1812 р. до Ратного прибув князь В. Вяземський із Ризьким, Куринським, Вітебським та Козловським полками, який у своїх записках згадував, що «по сю сторону Ратны сделано укрепление». Це повідомлення підтверджує стратегічну важливість Ратного та наближених до нього сіл (зокрема і Заброд) для оборонних дій російської армії.
Інформацію про Заброди на початку ХХ ст. містить «Справочная книга о приходах и монастырях Волынской епархии», яка вийшла друком у 1914 році під редакцією К. В. Переверзєва. У джерелі вказано, що село розташоване при річці Прип'ять, у болотистій місцевості. Сільський храм св. Іоанна Богослова маломісткий і бідно прикрашений. Причтові приміщення, що знаходилися неподалік від церкви, побудовані за державний кошт у 1904 р. Церковна земля — 53 десятини 384 кв. сажні (1 кв. сажень = 4,55224 м2) знаходилася від дому священика на відстані від 1 до 4 верств. Тієї землі, що перебувала в обробітку — 29 десятин 384 кв. сажні, сіножатної — 16 десятин 144 кв. сажні, решта була присадибною та необроблюваною. Із Заброд до найближчої залізничної станції у Заболотті було 33 версти, а до медичного пункту та поштової станції, що перебували у Ратному, відстань нараховувала 8 верств.
До 9 жовтня 2016 року — адміністративний центр Забродівської сільської ради Ратнівського району Волинської області.
19 липня 2020 року, в результаті адміністративно-територіальної реформи та ліквідації Ратнівського району, село увійшло до новоутвореного Ковельського району.

## Населення
Згідно з переписом УРСР 1989 року чисельність наявного населення села становила 893 особи, з яких 434 чоловіки та 459 жінок.
За переписом населення України 2001 року в селі мешкало 850 осіб.

### Мова
Розподіл населення за рідною мовою за даними перепису 2001 року:
| Мова       | Відсоток |
| ---------- | -------- |
| українська | 99,53 %  |
| російська  | 0,47 %   |